# Provincias de Indonesia
La provincia (en indonesio: Provinsi o propinsi) es el nivel de división territorial de Indonesia que se encuentra justo por debajo del nivel nacional. Esta palabra proviene del idioma neerlandés provincie debido al pasado colonial neerlandés de Indonesia.
Cada provincia está dirigida por un gobernador (gubernur en indonesio). Indonesia está dividida en 38 provincias. La siguiente lista agrupa las provincias por isla (nota: las islas no son una subdivisión oficial indonesia). El nombre en indonesio está en cursiva.
Hay tres casos especiales en la división territorial de Indonesia: el nivel de la provincia (anteriormente nivel I) se llama también Área Especial (Daerah Khusus en indonesio) para la ciudad de Yakarta, o Daerah Istimewa para Aceh y para Yogyakarta. De las 38 provincias de Indonesia, 4 tiene un estatus especial: Nanggroe Aceh Darussalam, Región de Yogyakarta, La Isla de Papúa, y la Región de Yakarta.
Las provincias están divididas en regencias y ciudades.

## Listado
| Sumatra (Sumatera)                                           |                                       |
| Achín* (Nanggroe Aceh Darussalam)                            | Banda Aceh                            |
| Bangka-Belitung                                              | Pangkalpinang                         |
| Bengkulu                                                     | Bengkulu                              |
| Jambi                                                        | Jambi                                 |
| Lampung                                                      | Bandar Lampung                        |
| Riau                                                         | Pekanbaru                             |
| Islas Riau (Kepulauan Riau)                                  | Tanjungpinang                         |
| Sumatra Meridional (Sumatera Selatan)                        | Palembang                             |
| Sumatra Occidental (Sumatera Barat)                          | Padang                                |
| Sumatra Septentrional (Sumatera Utara)                       | Medan                                 |
| Java (Jawa)                                                  |                                       |
| Bantén                                                       | Serang                                |
| Java Central (Jawa Tengah)                                   | Semarang                              |
| Java Occidental (Jawa Barat)                                 | Bandung                               |
| Java Oriental (Jawa Timur)                                   | Surabaya                              |
| Región de Yakarta* (Daerah Khusus Ibukota Jakarta)           | Yakarta                               |
| Región Especial de Yogyakarta* (Daerah Istimewa Yogyakarta)  | Yogyakarta                            |
| Islas menores de la Sonda (Nusa Tenggara)                    |                                       |
| Bali                                                         | Denpasar                              |
| Islas menores de la Sonda Occidentales (Nusa Tenggara Barat) | Mataram                               |
| Islas menores de la Sonda Orientales (Nusa Tenggara Timur)   | Kupang                                |
| Isla de Borneo (Kalimantan)                                  |                                       |
| Borneo Central (Kalimantan Tengah)                           | Palangkaraya                          |
| Borneo Meridional (Kalimantan Selatan)                       | Banjarbaru                            |
| Borneo Occidental                                            | Pontianak                             |
| Borneo Oriental (Kalimantan Timur)                           | Samarinda                             |
| Borneo Septentrional                                         | Tanjung Selor                         |
| Isla Célebes (Sulawesi)                                      |                                       |
| Célebes Central (Sulawesi Tengah)                            | Palu                                  |
| Célebes Meridional (Sulawesi Selatan)                        | Makassar (antiguamente Ujung Pandang) |
| Célebes Occidental (Sulawesi Barat)                          | Mamuju                                |
| Célebes Septentrional                                        | Manado                                |
| Célebes Suroriental (Sulawesi Tenggara)                      | Kendari                               |
| Gorontalo                                                    | Gorontalo                             |
| Islas Molucas (Maluku)                                       |                                       |
| Molucas                                                      | Ambon                                 |
| Molucas Septentrionales (Maluku Utara)                       | Ternate                               |
| Nueva Guinea Occidental (Irian Barat)                        |                                       |
| Papúa* (antiguamente Irian Jaya)                             | Jayapura                              |
| Papúa Central (Papua Tengah)                                 | Nabire                                |
| Papúa Meridional (Papua Selatan)                             | Merauke                               |
| Papúa Occidental (Papua Barat)                               | Manokwari                             |
| Papúa Suroccidental (Papua Barat Daya)                       | Sorong                                |
| Alta Papúa (Papua Pegunungan)                                | Wamena                                |

## Antiguas provincias

Provincias de Indonesia entre 1945 y 2012.

Tras la independencia de Indonesia, se establecieron ocho provincias. Java Occidental, Java Central, Java Oriental y Molucas todavía existen hoy en día a pesar de divisiones posteriores, mientras que Sumatra, Borneo, Célebes y Nusa Tenggara, anteriormente Sonda Menor (Sunda Kecil) fueron extinguidas por completo dividiéndolas en nuevas provincias. La provincia de Sumatra Central existió desde 1948 hasta 1957, mientras que Timor Oriental fue anexada como provincia desde 1976 hasta su transferencia de poder a la UNTAET en 1999 antes de su independencia como país en 2002.
| Provincia                                      | Capital             | Periodo   | Sucesor(es)                                                                  |
| ---------------------------------------------- | ------------------- | --------- | ---------------------------------------------------------------------------- |
| Sumatra                                        | Bukittinggi / Medan | 1945-1948 | Sumatra Central Sumatra Septentrional Sumatra Meridional                     |
| Borneo                                         | Banjarmasin         | 1945-1956 | Borneo Oriental Borneo Meridional Borneo Occidental                          |
| Islas menores de la Sonda                      | Singaraja           | 1945-1958 | Bali Islas menores de la Sonda Oriental Islas menores de la Sonda Occidental |
| Célebes                                        | Makassar / Manado   | 1945-1960 | Célebes Centro-Norte Célebes Sursureste                                      |
| Sumatra Central (Sumatra Tengah)               | Bukittinggi         | 1948-1957 | Jambi Riau Sumatra Occidental                                                |
| Célebes Centro-Norte (Sulawesi Utara-Tengah)   | Manado              | 1960–1964 | Célebes Septentrional Célebes Central                                        |
| Célebes Sursureste (Sulawesi Selatan-Tenggara) | Makassar            | 1960-1964 | Célebes Meridional Célebes Suroriental                                       |
| Timor Oriental (Timor Timur)                   | Dili                | 1976-1999 | República Democrática de Timor-Leste                                         |